# Историја Чешке
Овај чланак бави се историјом Чеха и подручја које данас заузима Чешка Република.

## Период пре доласка Словена
О насеобинама на територији данашње Чешке Републике још око 28.000 година пре нове ере говори низ археолошких налаза. Од трећег века пре нове ере насељавају је Келти, а од 1. века и Германи.

## Стари и средњи век
Словени су се на подручје Чешке доселили у 5. веку, а у 7. веку оформили Самово царство. Године 833. на подручју Моравске, Словачке, северне Мађарске и западног закарпатског краја настаје Великоморавско царство, која временом расте и обухвата и Чешку (Бохемију) (890–894), Шлезију, Лужице, Малопољску, и део Мађарске. Велика Моравска, од које се Чешка (Бохемија) отцепила 894, нестала је под ударом Мађара 907. године.
Чешка држава се рађа у другој половини 9. века, када је устоличен први чешки кнез из династије Пшемисловаца, Боривој I. У 10. и 11. веку држава се консолидује, припаја Моравску и постаје краљевина. Чешка краљевина била је значајна економска и војна сила, нарочито за време последњих Пжемисловаца Отакара II и Вацлава II. Врхунац, вероватно, представља време владавине моћног Карла IV из луксембуршке династије. Међутим, хуситски ратови у 15. веку, и Тридесетогодишњи рат у 17. веку имали су разарајући учинак.
1526. године на чешки трон дефинитивно ступа династија Хабзбурговаца, која је земљу припојила Хабзбуршкој монархији. Масовни устанци су подизани 1547. и 1618. године. Када су у мају 1618. године царски гувернери избачени са прозора у прашком Храду (догађај који се у чешкој историји означава сликовитим називом дефенестрација), то је означило увод у Тридесетогодишњи рат. Године 1621. Чеси су поражени у бици на Белој гори и 27 племића је тада погубљено на тргу у Прагу. Ускоро се почело са насилном рекатолизацијом чешких протестаната. Реформе Јосипа II 1781. године донеле су крај вазалства и почетак верске толеранције. Од краја 18. века, у чешким земљама се формира народни покрет за обнову чешке културе и језика, а касније се истиче и захтев за политичком аутономијом.

## Чехословачка
Након пораза Аустроугарске у Првом светском рату, чешке земље су се осамосталиле и заједно са суседним Словацима 28. октобра 1918. године формирале нову државу, Чехословачку (чешки: Československo), тзв. „прву републику“, која је обухватала и територију закарпатске Русије (данас део Украјине), са првим председником Томашом Гариком Масариком.
Прва Чехословачка република била је етнички веома разнолика, са великим немачким, пољским, украјинским и мађарским мањинама. У међуратном периоду, Чехословачка је била у политичком савезу са Румунијом и Југославијом познатом по имену „Мала Антанта“. Сматрало се да ће овај савез бити брана ширењу Совјетског Савеза и реваншистичким амбицијама Мађарске. Под притиском нацистичке Немачке и европских сила, од којих су неке пренебрегле раније одбрамбене споразуме са Прагом, Чехословачка је у септембру 1938. године Минхенским споразумом Немачкој предала широк погранични појас Судета са значајном немачком националном мањином. Цела држава је де факто предата немачкој контроли, уз договор да то буде последњи немачки захтев. Неке Словачке територије додељене су Мађарској, а спорну Тјешинску област Чешке узела је Пољска. Настаје и „друга република": Словачка добија већу аутономију, а у име државе улази цртица: Чешко-Словачка (чешки: Česko-Slovensko). Недуго затим, 14. марта 1939, Словачка проглашава независност, а 15. марта немачка војска окупира остатак земље и проглашава Протекторат Бохемија и Моравска.
Резултат Другог светског рата за Чехословачку је било 125.000 погинулих, од тога 83.000 Јевреја, и стотине хиљада људи у затворима, логорима или на принудном раду. У мају 1945, савезници су ослободили Чехословачку, а 3 милиона етничких Немаца су Бенешовим декретима протерани у Немачку и Аустрију.
Комунисти власт у Чехословачкој преузимају превратом у фебруару 1948; заводе тоталитаризам, придружују земљу совјетском блоку и 1960. године мењају име у Чехословачка социјалистичка република (ЧССР). Широки покрет за либерализацију 1968, и напори вођства чехословачке комунистичке партије да реформишу систем и створе „социјализам са људским ликом“, познати под називом Прашко пролеће, угушени су 21. августа војном интервенцијом снага Совјетског Савеза и осталих земаља Варшавског уговора (изузев Румуније). (Чеси и даље памте подршку коју су тада имали из СФРЈ.) 1. јануара 1969. ступио је на снагу и Закон о федерализацији ЧССР, којим је земља и формално устројена као федерација две народне (чешке и словачке) социјалистичке републике.
До демократских промена у Чехословачкој долази мирним путем, после плишане револуције 17. новембра 1989, када је комунистички конгрес за председника изабрао књижевника и дисидента Вацлава Хавела. 1990. године из имена обе републике одстрањен је придев „социјалистичка“, а почетком пролећа исте године заједничка држава је преименована: у Чехословачку Федеративну Републику (скр. Чехословачку) на чешком језику, односно Чешко-Словачку Федеративну Републику (скр. Чешко-Словачку) на словачком. Непуних месец дана касније, 20. марта 1990, ЧСФР је поново добила ново пуно име: Чешка и Словачка Федеративна Република; различите скраћенице остале су непромењене.

## Самостална Чешка Република
Чехословачка је споразумно престала да постоји 1. јануара 1993.
1999. године, на педесетом самиту НАТО пакта, за време агресије на СР Југославију, Чешка Република је примљена у пуноправно чланство.
1. маја 2004. године приступила је и Европској унији, а 1. јануара 2007. године почиње да примењује Шенгенски уговор (укидају се контроле на копненим граничним прелазима).